# Tijdzones in Rusland
Rusland telt 11 tijdzones; van UTC+2 tot UTC+12. Dat is het grootste aantal opeenvolgende tijdzones ter wereld.

## Wijzigingen in 2010
In november 2009 stelde president Medvedev voor om het aantal tijdzones binnen Rusland te verminderen en de zomertijd af te schaffen. De oblast Samara en de autonome republiek Oedmoertië ten westen van de Oeral, die als enige gebieden in Rusland UTC+4 gebruikten, gingen over op Moskoutijd (UTC+3) en de autonome okroeg Tsjoekotka en het schiereiland Kamtsjatka, beide in het uiterste oosten van het land, gingen over van UTC+12 naar Magadantijd (UTC+11). De oblast Kemerovo ging over op Omsktijd (UTC+6). De Russische regering zou tot 2011 gaan onderzoeken of meer tijdzones kunnen verdwijnen zonder dat de Russen er schade van ondervinden.

## Wijzigingen in 2011
Op 8 februari 2011 maakte president Medvedev bekend na ingaan van de eerstvolgende zomertijd, op 27 maart 2011, niet meer terug te schakelen naar wintertijd in oktober 2011. Redenen hiervoor waren onder andere dat de aanpassing aan wintertijd elk jaar zorgde voor extra stress en ziektes onder de bevolking. Door deze maatregel ontstond een extra tijdverschil met de rest van de wereld van 1 uur tussen eind oktober en eind maart. Het tijdsverschil van Nederland en België met bijvoorbeeld Moskou bedroeg gedurende de zomer 2 uur, maar in de winter 3 uur.

## Wijzigingen in 2014
In 2014 werd de wijziging van Medvedev uit 2010 teruggedraaid. Rusland heeft sindsdien weer 11 tijdzones. Op 26 oktober van dat jaar werd teruggegaan naar de standaardtijd (wintertijd). Er werd geen zomertijdregeling ingevoerd. Het tijdsverschil van Nederland en België met Moskou bedraagt in de zomer 1 uur en in de winter 2 uur.